# あたか誠
あたか 誠（あたか まこと、1957年6月26日 - ）は、日本の男性声優。本名・旧芸名は安宅 誠（読み同じ）。愛知県出身。アクセント所属。

## 略歴
桐朋学園大学卒。
以前は名古屋芸術座、劇団河に所属していた。

## 人物
声種はバリトン。方言は名古屋弁。
趣味は水泳、ラグビー。

## 出演
太字はメインキャラクター。

### テレビアニメ
1981年
- うる星やつら（1981年 - 1983年、ダッピャ怪獣 他）
- 太陽の牙ダグラム（作業員）

1982年
- おちゃめ神物語コロコロポロン（テセウス、男、メレアグロス、ピュラモス）
- 戦闘メカ ザブングル（ラモン）
- まいっちんぐマチコ先生
- 野生のさけび

1983年
- 聖戦士ダンバイン（ニー・ギブン）

1984年
- 星銃士ビスマルク
- 宗谷物語（中村）
- ビデオ戦士レザリオン（若い男）

1985年
- ダーティペア（レアモン）

1986年
- 北斗の拳（シュウの部下）

2000年
- 名探偵コナン（勝又謙吾）

2007年
- やっとかめ探偵団（波川広治）

### OVA
- 風を抜け!（1988年、ミッキー）
- 銀河英雄伝説（1989年、エミール・フォン・レッケンドルフ）
- MEGAZONE23 III（1989年、ヤコブ）
- CBキャラ 永井豪ワールド（1990年 - 1991年、バルガスV5、デーモン隊D）
- お洒落小僧は花マルッ（1993年、デビッド・リー）

### ゲーム
- スーパーロボット大戦シリーズ（1999年 - 2015年、ニー・ギブン） - 5作品[注 1]
- サンライズ英雄譚2（2000年、レドロス・ビンズヴァンカー、ニー・ギブン）
- 聖戦士ダンバイン 聖戦士伝説（2000年、ニー・ギブン）
- サンライズワールドウォー from サンライズ英雄譚（2003年、レドロス・ビンズヴァンカー、ニー・ギブン）

### 特撮
- アンドロメロス（1983年、メロスの声）[注 2]

### テレビ番組
- ウド鈴木のバカクルマニア
- 神出鬼没!タケシムケン
- スポーツ100％
- チャンネル北野 浅草出版
- ドラナビ「Stand Up!!」
- ビデオDO
- ポップファイル
- リアルタイム「勝ち組社長」

### CM
- Coco's（ナレーション）
- すき家「すき家に行こう!」篇（ナレーション）
- ツクダオリジナル
  - バトルドーム（ナレーション）
  - モンスタートラック（ナレーション）
- ローソン（ナレーション、2006、2007年）